# Kallinge kommunalhus
Kallinge kommunalhus, även kallat "Kallinge kommunhus" byggdes 1952 för att möta behovet av offentlig administration i samband med tidens kommunreformer. Byggnaden uppfördes för flera offentliga funktioner och inrymde ursprungligen förutom kommunal administration även läkarstation och polisstation. Byggnaden blev kommunhus i Kallinge landskommun fram till 1971 då den övergick i Ronneby kommuns ägo i samband med ytterligare kommunsammanslagningar. Byggnaden ägs sedan 2003 av det kommunalt ägda aktiebolaget AB Ronneby Industrifastigheter som hyr ut byggnaden för kontorsändamål. Viss offentlig verksamhet kvarstår i byggnaden inom ramen för Ronneby kommuns förvaltning.